# Steve Austria
Steve Austria, właśc. Stephen Clement Austria (ur. 12 października 1958) – amerykański polityk, członek Partii Republikańskiej. Od 2009 do 2013 zasiadał w Izbie Reprezentantów.